# Chiococca insularis
Chiococca insularis é uma espécie de planta da família Rubiaceae.
Endêmica do Brasil, sua distribuição geográfica é restrita à ilha de Fernando de Noronha. Por causa disso está em perigo crítico de extinção.